# پشتون‌سازی
پَشتون‌سازی یا افغان‌سازی (پشتو: پښتون جوړونه) به اقدامات و تلاش‌هایی که سیاستمداران و حاکمان پشتون (افغان) برای تحمیل اجباری هویت افغانی (پشتونی)، و حذف و نابودی هویت فارسی و سایر اقوام ساکن افغانستان مانند مردم ترک‌تبار مثل ازبک‌ها و ترکمن‌ها از سرزمین افغانستان کنونی انجام می‌دهند گفته می‌شود

## روش‌ها

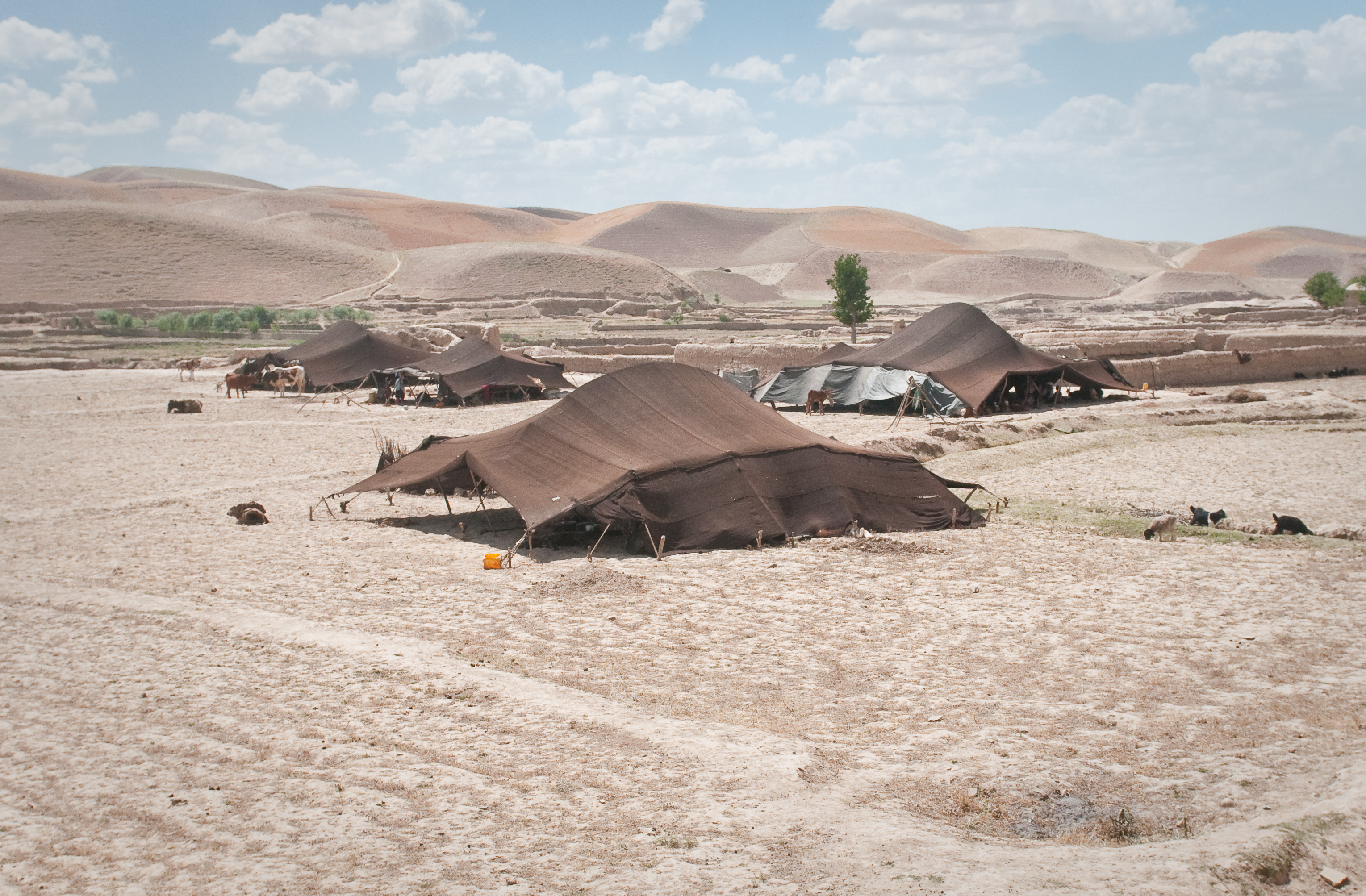
چادرهای عشایر در ولایت بادغیس افغانستان. این عشایر از قبیله غلزایی هستند و در پشتو به کوچیان معروف اند. کوچی‌ها به صورت فصلی مهاجرت می‌کنند.
روستاهای کشاورزی افغانستان از حدود ۷۰۰۰ سال پیش به وجود آمده‌اند.

پشتون شدن مردم غیرپشتون ممکن است هنگامی صورت می‌گیرد که مردم غیرپشتون در مناطق پشتون‌نشین ساکن شوند و با زبان و فرهنگ پشتون آمیخته گردند.
مثلاً بسیاری از اقوام ترک‌تبار که در قرن هشتم و نهم میلادی در کوه‌های هندوکش ساکن شدند در جمعیت پشتون آن نواحی حل گردیدند.
همچنین پشتون‌سازی ممکن است به روند انتقال پشتون‌ها به مناطق غیرپشتون اشاره داشته‌باشد. یا به‌شکل گسترده به فرسایش آداب و رسوم و زبان مردم غیرپشتون در نتیجه قدرت سیاسی پشتون‌ها در افغانستان صورت گیرد.
همچنین در قرن بیستم پشتون‌سازی‌های توسط نادر خان یا اخیراً توسط طالبان صورت گرفته است.
تنش‌ها روی استفاده از واژه‌های فارسی دانشگاه و دانشکده در کنار واژه‌های پشتو پوهنتون و پوهنزی در پیش‌نویس قانون تحصیلات عالی افغانستان، از مسائل جنجال‌برانگیز در حوزه فرهنگی افغانستان است و دانشجویان در کابل و برخی دیگر شهرها به نوشتن تابلوی دانشگاه‌های این کشور تنها به زبان پشتو واکنش نشان داده و علیه آن مخالفت و تظاهرات کرده‌اند.
اگرچه در قانون اساسی افغانستان زبان‌های فارسی و پشتو در قوانین این کشور از جایگاه برابر برخوردارند، ولی برخی از مسئولان امور، که اکثراً پشتو زبان هستند، این برابری را در عمل مراعات نمی‌کنند و از آن جمله کارت هویت جدید شهروندان افغانستان که تنها به پشتو نوشته شده باعث اعتراض پارسی‌زبانان این کشور شده است.

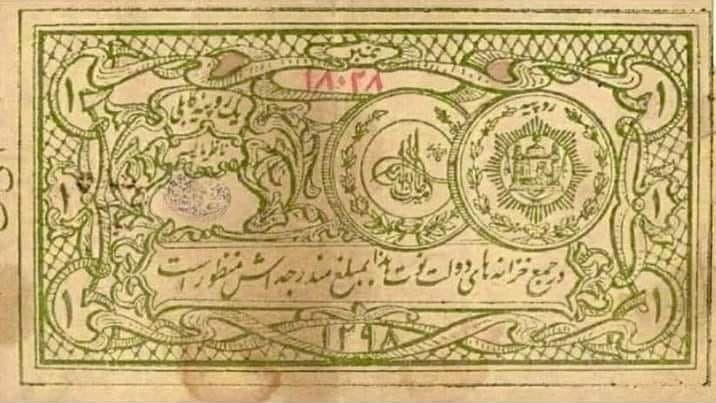
اولین اسکناس پول چاپ شده در افغانستان به زبان فارسی درسال ۱۲۹۸ شمسی

مسعود ترشتوال، یکی از مدافعان زبان فارسی، که استاد روابط بین‌الملل در دانشگاه کابل است، پس از اعتراض به این روند در رسانه‌ها، شب ۱۵ مه ۲۰۱۱، توسط عده‌ای ناشناس ربوده و مسموم شد و پس از آزادی در بیمارستان بستری شد.

### برهم زدن ترکیب جمعیتی
انجام مهاجرت‌های اجباری برخی از گروه‌های قومی و ملیتی در افغانستان یکی از روش‌های پشتون‌سازی بوده است. به عنوان مثال سیاست انتقال گروه‌های قومی پشتون به سمت شمال افغانستان در دورهٔ صدارت محمد هاشم خان می‌توان ذکر کرد.
در زمان صدارت نامبرده ریاست ناقلین در چارچوب وزارت داخله ایجاد شد که محمد گل مومند به سمت وزیر داخله ایفای وظیفه می‌نمود. ریاست مذکور وظیفه و تطبیق اسکان قبایل آن طرف سرحد آزاد جنوب افغانستان را در نواحی سمت شمال به عهده داشت به آرزوی آن که بتواند گروه قومی پشتون را در افغانستان توسعه بخشد. نامبرده برای تشویق هر چه بیشتر ناقلین زمین‌های درجه‌اول نزدیک سرآب را دراختیار آنان می‌گذاشت.
همچنان در گذشته مالیاتی گزاف و کمرشکن و غیرعادلانه به نام «مالیهٔ خس‌بری» بالای زمینداران محلی سمت شمال توسط حکومت وقت توأم با انتقال ناقلین پشتون در آن مناطق تحمیل می‌شد که از عهدهٔ پرداخت آن برآمده نمی‌توانستند، و ناگزیر جایداد و اراضی خود را به قیمت ارزان فروخته و از حق ملکیت خود محروم ساخته شده و مجبور ساخته می‌شدند تا محلات آبایی و اصلی خود را ترک کرده و در دامنهٔ کوه‌های خشک و لم‌یزرع مسکن گزین شوند.

### بخشنامه‌های دولتی
در سال‌های ۱۳۱۶–۱۳۱۷ خورشیدی (۱۹۳۷–۱۹۳۸ میلادی) دولت افغانستان دانشجویانی را برای آموزش دیدن در زمینه نظامی به اروپا و آمریکا فرستاد. بنا بر سیاست پشتون‌سازی، فرزندان اقوام هزاره، قزلباش و ازبک از شرکت در این دوره‌های آموزشی محروم شدند.
در سال ۱۳۱۸/۱۹۳۹ بر پایهٔ دستور دولتی زبان تدریس در همهٔ دروس مدارس سراسر افغانستان از فارسی به پشتو تبدیل شد.
کمبود منابع به زبان پشتو و عدم آشنایی بخش بزرگی از مردم افغانستان با این زبان، باعث فلج شدن نظام آموزشی و گسترش بی‌سوادی شد. پس از چندین سال و اعتراضات عمومی سرانجام در زمان وزارت نجیب‌الله خان توروایانا، وزیر معارف وقت، آن وزارت‌خانه ناچار شد تدریس به زبان فارسی را به مناطق فارسی‌زبان افغانستان بازگرداند. از آن پس مقرر شد در مناطق فارسی‌زبان کلاس‌ها و دروس به فارسی باشد و پشتو به عنوان یکی از درس‌ها آموزش داده‌شود و در مناطق پشتوزبان زبان تدریس پشتو باشد.
از سال ۱۳۱۸ خورشیدی برای کارمندان ورازت‌خانه‌ها، بانک‌ها و دیگر ادارات افغانستان به صورت اجباری دوره‌های زبان پشتو گذاشته‌شد. این دوره‌ها تا ۱۳۵۷ خورشیدی ادامه یافت ولی با ناکامی روبرو بود. کم‌تر کسی از فارسی‌زبانان که این دوره‌ها را گذارندند قادر به نوشتن و خواندن پشتو در سطح کافی بودند.

### در بلخ
پشتون‌سازی در بلخ
در زمان امان‌الله شاه یکی از افراد او به نام وزیر محمدگل مهمند نایب‌الحکومهٔ ولایت بلخ شد. وی سیاست پشتون‌سازی را در این ولایت پیشه کرد و اقدامات زیر را انجام داد:
- غصب ۵۰ هزار جریب زمین آبی تاجیکان و ازبکان و واگذاری آن‌ها میان پشتون‌های آورده‌شده به منطقه. اختصاص مالچرها (مراتع) به پشتون‌ها.
- نابودسازی آثار تاریخی بلخ از جمله سنگ‌نوشته‌ها و سنگ‌مزارهای زرتشتی و سغدی پیش از اسلام.
- سوزاندن ۲۳۷ دست‌نویس کهن فارسی، عربی و ترکی.
- مدارس منطقه تا سال ۱۳۴۵ تنها مجاز به آموزش به زبان پشتو بودند.
- تغییر بیشتر نام‌های جغرافیایی منطقه از فارسی و ترکی به پشتو از جمله: چارباغ گلشن (شینکی)، دلبرجین (شلخی)، پلاس‌پوش (زوزان)، چهل‌ستون (غندان)، بوینه‌قره (شولگره)، آدینه‌مسجد (چاربولک)، سمرقندیان (زرغون‌کوت)، کدوخانه (باندگی)، ده‌دراز (غشی)، چقیش (استولگی)، یول‌بولدی (لیندی)، کول انبونه (مندتی) و…

در آن دوره، پس از پشتون‌سازی نام‌ها در ولایت‌های بلخ، جوزجان، سرپل و فاریاب، هر فرد بومی که نام بومی مکان‌ها را به زبان می‌آورده جریمه نقدی می‌شده است.

## در انحصار درآوردن پست‌های دولتی
گروه بین‌المللی بحران در گزارشی بیان کرد که اشرف غنی و عبدالله عبدالله پست‌های بلند مرتبه را در میان متحدان خود تقسیم می‌کند و تقرری‌ها در دولت وحدت ملی بر مبنای قومیت صورت می‌گیرد و رئیس‌جمهور افغانستان افراد را از قوم پشتون انتخاب می‌کند.

### راهکارهای قوم‌گرایانه
در سنبله ۱۳۹۶ روزنامه اطلاعات روز سندی را از یک گروه تلگرامی که کارمندان اداره امور ریاست جمهوری به نشر رساند که ثواب‌الدین مخکش کارمند این ریاست فایلی با ۱۲ راهکار در گروه بارگذاری کرده بود در آن راهکارهایی برای برکناری کارمندان غیرپشتون و جایگزینی افراد پشتون در آن ارائه شده بود.

#### مطالب فایل
1. تغییر سکرتر داوود نورزی و گماشتن کسی به‌جای وی که به زبان‌های پشتو، انگلیسی و فارسی آشناست و پشتون است.
2. اختصاص دو-سه کارشناس برای دفتر «قاضی دلاور». حمایت از قاضی دلاور برای رسیدن به ریاست ارتباط بین‌المللی این اداره.
3. گرفتن کارت دخولی ارگ از بعضی از اشخاص. باید به کسانی این کارت داده شود که قابل اعتماد باشند، نه مخالف ما.
4. عبدالرحیم‌زی باید از جاها و ریاست‌های مهم دور نگهداشته شود.
5. علی خان درست کار می‌کند، اما هزاره‌ها را می‌آورد و در جاهای خوب مقرر می‌کند. به‌جایش، یک پشتون توانمند پیدا کنیم که به تمام زبان‌ها آشنا و نویسنده باشد.
6. همه به این نظر اند که «تیموری» برای «تیم» و «رفقا» همکاری درست نمی‌کند… برای او پست کمیشنری کمیسیون مستقل حقوق بشر از رئیس‌جمهور درخواست کنیم…
7. در ادارهٔ امور با هر رئیس، باید دوستان توانمند خود را به‌صورت موقتی جابه‌جا کنیم، تا کدام «رئیس» از صلاحیت‌هایش استفادهٔ نادرست نکند و به ضرر ما تمام نشود…
8. دوستان خود را باید در پست‌های خوب تعیین و امکاناتی مانند موتر، کارت و مانند آن فراهم کنیم.
9. پشتون‌های هرات را که پشتو نمی‌فهمند جابه‌جا کنیم و تاجیک و ازبیک که مطلقاً مطابق خواست ما کار کنند را به‌صورت نمونه‌ای تعیین کنیم، تا مردم فکر کنند که از هر قوم کسی در این‌جا (ادارهٔ امور) است.
10. به نورزی باید بگوییم که در نشست‌های کابینه شرکت ورزد، تماس‌اش را با رئیس‌جمهور بیشتر کند و با نزدیکان رئیس‌جمهور، مانند ملک‌زی، اجمل غنی، روشان تماس‌اش را بیشتر سازد.
11. با وزرایی که رئیس‌جمهور آن‌ها را می‌پسندد، بیشتر کار کنیم تا رئیس‌جمهور در مورد ما نظر مساعدی بیابد و توصیف کند.
12. با فراهی کمک کنیم.

نشر این خبر با واکنش بسیار منفی اقوام غیرپشتون مواجه شد و افشای این اطلاعات منجر به اخراج وی شد.

## تحمیل هویت افغان بر دیگر اقوام
یکی از تلاش‌های دولت افغانستان تحمیل هویت افغان بر دیگر اقوام دیگر در شناسنامه‌های الکتریکی جدید هست. هرچند در ابتدا تصویب شد که کلمه افغان و اسلام در شناسنامه افراد درج نشود اما با اعتراض چند تن رئیس‌جمهور روند توزیع شناسنامه را متوقف و خواهان درج اسلام و افغان در شناسنامه‌های جدید شد رئیس‌جمهور و همفکران وی به شدت سعی بر تحمیل کلمه افغان بر دیگر اقوام هستند. اقوام دیگر افغانستان منجمله قوم تاجیک، هزاره، اوزبیک و دیگر اقوام دیگر هویت خود را افغان ندانسته و مخالف شناخته شدن به نام «افغان» هستند.

## پی‌نوشت‌ها
1. ↑  «پشتونیزم منحیث دستگاهی برای سرکوب غیر پشتون‌ها و زنگ خطر برای تمام اقوام غیر پشتون». Kabul Press کابل پرس. دریافت‌شده در ۲۰۲۱-۱۰-۲۷.
2. ↑  «آیا طالبان به دنبال یکدست‌سازی قومی در افغانستان هستند؟». euronews. ۲۰۲۱-۰۸-۱۱. دریافت‌شده در ۲۰۲۱-۱۰-۲۷.
3. ↑  «آیا طالبان به دنبال یکدست‌سازی قومی در افغانستان هستند؟». euronews. ۲۰۲۱-۰۸-۱۱. دریافت‌شده در ۲۰۲۱-۱۰-۲۷.
4. ↑  «حذف زبان ازبیکی در مکاتب فاریاب از سوی طالبان». آوا پرس | اخبار لحظه ای افغانستان. بایگانی‌شده از اصلی در ۲۷ اکتبر ۲۰۲۱. دریافت‌شده در ۲۰۲۱-۱۰-۲۷.
5. ↑  «نظام الدین قیصاری فرماندهٔ ضد طالب تورکستان آزاد نشد؛ جنرال دوستم نیز در حبس غیررسمی بسر می‌برد». Kabul Press کابل پرس. دریافت‌شده در ۲۰۲۱-۱۰-۲۷.
6. ↑  Dupree, Nancy Hatch (1970). An Historical Guide to Afghanistan. Vol. First Edition. Kabul: Afghan Air Authority, Afghan Tourist Organization. p. 492. Retrieved 17 June 2012.
7. ↑  Banting, Erin.authorlink = (2003). Afghanistan The land. Crabtree Publishing Company. p. 14. ISBN 0-7787-9335-4. Retrieved 2010-08-22. {{cite book}}: More than one of |pages= و |page= specified (help); line feed character in |title= at position 12 (help)
8. ↑  "Islamic Conquest". Craig Baxter. Library of Congress Country Studies on افغانستان. 1997. Archived from the original on 24 September 2012. Retrieved 28 December 2019.
9. ↑  Meri, Josef W. (2006). "Sedentarism". Medieval Islamic Civilization: An Encyclopedia. Taylor & Francis. p. 713. ISBN 0-415-96691-4.
10. ↑  Lansford, Tom (2003) A Bitter Harvest: US foreign policy and Afghanistan Ashgate, Aldershot, Hants, England, ISBN 0-7546-3615-1, page 16: "The modern history of Afghanistan has witnessed a "Pashtunization" of the state as the customs, traditions and language of the Pashtuns have combined with the groups political power to erode the distinctive underpinnings of Afghanistan's other groups.FN20". FN20 cites: US, Department of the Army, Afghanistan: A Country Study, 5th ed. reprint (Washington, DC. : GPO, 1985) page 108.
11. ↑  Rubin, Barnett R. (2002). The fragmentation of Afghanistan: state formation and collapse in the international system. Yale University Press. p. 66. ISBN 0-300-09519-8. Retrieved 2010-08-27. {{cite book}}: More than one of |pages= و |page= specified (help)
12. ↑  Atabaki, Touraj (1998). Post-Soviet Central Asia. Tauris Academic Stuides in association with the International Institute of Asian Studies. p. 208. ISBN 1-86064-327-2. Retrieved 2010-08-27. {{cite book}}: More than one of |pages= و |page= specified (help); Unknown parameter |coauthors= ignored (|author= suggested) (help)
13. ↑  United States, Congress, House, Committee on International Relations (2003)  United States Policy in Afghanistan: Current Issues in Reconstruction  (Hearing Before the Committee on International Relations, House of Representatives, One Hundred Eighth Congress, First Session, June 19 and October 16, 2003), G.P.O. , Washington, DC, p. 104, ISBN 0-16-071157-6
14. ↑  بی‌بی‌سی فارسی: بازدید: اکتبر ۲۰۱۲.
15. ↑  احمد فرد، عزیز: برگ‌هایی از فرهنگ و هنر افغانستان: اعتراض فارسی‌زبانان به کارت هویت جدید اتباع افغانستان که تنها به زبان پشتو است. در: رادیو فرانسه (بخش فارسی). ۱۷ آوریل ۲۰۱۱.
16. ↑  «یادداشت». خبرگزاری تسنیم. دریافت‌شده در ۲۰۲۱-۱۰-۲۷.
17. ↑  «سرگذشت تغییر نام پول ما از روپیه به افغانی!». www.khorasanzameen.net. دریافت‌شده در ۲۰۲۱-۱۰-۲۷.
18. ↑  احمد فرد، عزیز: اختطاف یکی از مدافعان زبان فارسی. در: رادیو فرانسه (بخش فارسی). ۱۶ مه ۲۰۱۱.
19. ↑  پوهنیار، سید مسعود، ظهور مشروطیت و قربانیان استبداد در افغانستان، جلد اول و دوم، پیشاور: مرکز نشراتی میوند، ۱۳۷۶–۱۳۷۵. صص۱۸۸–۱۸۹.
20. ↑  همان.
21. 1 2  پوهنیار، سید مسعود، ظهور مشروطیت و قربانیان استبداد در افغانستان، جلد اول و دوم، پیشاور: مرکز نشراتی میوند، ۱۳۷۶–۱۳۷۵. صص۱۸۸–۱۸۹.
22. ↑  منبع اطلاعات این بخش: کوشان، غلام‌حضرت، سرگذشت ملت مظلوم افغانستان در مسیر سدهٔ بیستم، افغان امریکن اسوسیسن، ۱۹۹۹، صص ۱۴۸ تا ۱۸۷.
23. ↑  همان. ص۱۸۷.
24. ↑  «گروه بین‌المللی بحران: ادامه اختلاف‌های غنی و عبدالله ثبات افغانستان را متزلزل کرده». بی‌بی‌سی فارسی. ۱۰ حمل/فروردین ۱۳۹۶. تاریخ وارد شده در |تاریخ= را بررسی کنید (کمک)
25. ↑  «در گروه تلگرام ادارهٔ امور ریاست‌جمهوری چه می‌گذرد؟». اطلاعات روز. ۲۵ سنبله/شهریور. تاریخ وارد شده در |تاریخ= را بررسی کنید (کمک)
26. ↑  «حذف گذشته فرهنگی ملیت‌های افغانستان با توزیع تذکره تابعیت الکترونیکی». جاودان. ۲۶ اسفند ۱۳۸۹.
27. ↑  «اشرف‌غنی با درج کلمه 'افغان' و قومیت در شناسنامه‌های الکترونیکی موافقت کرد». بی‌بی‌سی فارسی. ۲۲ اسفند ۱۳۹۵.
28. ↑  «جنجال بر سر واژه 'افغان' مانع توزیع شناسنامه‌های الکترونیک در افغانستان». بی‌بی‌سی فارسی. ۲۴ شهریور ۱۳۹۴.